# Борис Чанджиев
Борис Илиев Чанджиев е български политик.

## Биография
Роден е на 2 април 1896 година в Неврокоп в семейство на Илия Чанджиев, преселници от Югозападна Македония. Завършва основното си образование в Неврокоп, след което постъпва в Българската мъжка гимназия в Солун. Приет е за курсант във Военното училище в София.
Участва в Първата световна война, като командва Втора дружина от 64-ти пехотен македонски полк на Македонския фронт. За отличия и заслуги през втория период на войната е награден с орден „За военна заслуга“, V степен. Завършва Школата за бойни пилоти. Прекъсва военната си кариера и завършва дипломация и консулство в Свободния университет за политически и стопански науки.
След войната заема редица обществени постове – кмет е на Неврокоп през 30-те години, председател на Управителния съвет на Неврокопската популярна банка, активист на Български земеделски народен съюз - Никола Петков, като е председател на околийската дружба на партията в Неврокоп.
След Деветоюнския преврат и падането на правителството на БЗНС, Чанджиев емигрира и в Париж заедно с Христо Гетов, Александър Оббов и Иван Христов издава вестник „Родина“, според Иван Михайлов с пари от Белград.
След Деветосептемврийския преврат, в 1945 година Чанджиев е начело на оформилата се опозиция на БРП (к) в Пиринска Македония. В 1946 година е избран за депутат в VI велико народно събрание. При заседанията на парламента Чанджиев е един от най-ревностните противници на налаганата от БРП (к) политика на македонизация в Пиринска Македония. Публикува редица статии в защита на българщината на населението в Пиринско. На 11 декември 1946 година обединената опозиция внася в Народното събрание питане от името на Борис Чанджиев до министър-председателя Георги Димитров за отношението на правителството на Отечествения фронт към апетитите на Югославия за откъсване на Пиринския край и присъединяването му към Народна република Македония:
| „ | Господин Министьр-председателю, В белградския печат се появиха статии, в които се критикува проектоконституцията на ОФ правителство и с които се изявяват претенции за откъсване на Горноджумайската област от територията на България, за да се присъедини към Македонската народна република... Това направи твърде тягостно впечатление на целия български народ... Част от българския печат защити интересите на българския народ и целостта на българската територия. За голяма изненада обаче в. „Работническо дело“, органът на управляващата Работническа партия, в уводната си статия от 16 ноември т. г. поддържа същото становище, както това на белградския печат, като признава, че населението от Горноджумайска област било някакво „македонско малцинство“, което има правото на отделна нация със свой отделен език и че след създаването на Македонската народна република обединението на останалите части от македонския народ могло да стане само на базата на тая република, намираща се в рамките на Федеративната народна република Югославия. Изразено това становище така категорично от официоза на ОФ правителство, основателно смути българския народ и хвърли в тревога най-вече пряко засегнатите населението от Горноджумайска област. Същото вижда в това, че то е застрашено да бъде отделено от своето отечество, с което е неразривно свързано географически, културно и стопански, за да бъде присъединено към новосъздадената Македонска народна република. Господин Министър-председателю, За да се разсее всякакво безпокойство, създадено вследствие повдигнати от чуждата и наша преса въпрос за „Пиринска Македония“, не намирате ли за необходимо да осветлите общественото мнение, особено населението от същата област, като осведомите ВНС за становището на правителството, оглавявано от вас, по следующите въпроси: 1. Не смята ли правителството, че югославският печат прави опит за вмешателство във вътрешните работи на България с намерението да бъдат откъснати части от територията на България и присъединени към Македонската народна република в границите на ФНРЮ - факт, далеко не отговарящ на създадените добросъседски и братски отношения между двете славянски страни в последно време. 2. Намира ли правителството, че това отговаря на интересите на българския народ, допущайки безпрепятствено пропаганда от страна на представители на Македонската народна република между населението на Горноджумайска област чрез разпространяване на портрети, посещения на театрални трупи и други и без да спазват правилата на гостоприемството, произнасят се речи, като недвусмислено се подканя последното да се присъедини към Македонската република, която пропаганда намира пълно съдействие и подкрепа на някои членове от РП (к), заемащи отговорни места в партийната йерархия. 3. Изразява ли правителственото мнение в. „Работническо дело“, който твърди, че македонската емиграция и населението в Горноджумайска област представляват македонско малцинство, че същите нямат български произход и не са българи и че тяхното обединение могло да стане само на базата на Македонската народна република в границите на Федеративната народна република Югославия? 4. Ако правителството намира, че въпросът за „Пиринска Македония“ е против интересите на българския народ и помрачава добрите отношения между двете съседни страни, какво възнамерява да предприеме, за да се тури край на това? | “ |

Георги Димитров, който лично е участвал в изготвянето на споменатата от Чанджиев статия, не отговаря на поставения му въпрос. Борис Чанджиев заедно със сина му Илия е арестуван на 19 септември 1947 година по време на масовите арести на опозиционери след осъждането на Никола Петков. Затворени са в концентрационния лагер Куциян. След това Борис Чанджиев лежи в Богданов дол и в Белене, където е сред политическите дейци на строг режим – лишен от свиждания и получаване на храна и тежък труд. Освободен е на 4 септември 1953 година и живее изселен в Миндя и Елена със съпругата си. Илия Чанджиев работи като лекар.
Борис Чанджиев умира на 24 юли 1977 година.
В град Гоце Делчев на името на Борис Чанджиев е наименувана улица.

## Бележкки
1. 1 2 3 4 5 6  Борис Илиев Чанджиев //   Памет (1944 – 1989). Посетен на 6 февруари 2019.
2. 1 2 3 4 5 6 7 8 9 10  Захарова, Лили. Депутат от БЗНС „Никола Петков“ пише до Георги Димитров срещу македонизацията //   Трета възраст, 25 февруари 2018. Посетен на 6 февруари 2019.[неработеща препратка]
3. 1 2 3 4  Ангелов, Веселин. Документи за денационализаторската политика на БРП (к) в Пиринска Македония (1946 г. – 1948 г.) //   Македонска трибуна.  Архивиран от оригинала на 2018-12-16.
4. ↑  ДВИА, ф. 1, оп. 4, а.е. 2, л. 135-136
5. ↑  Билярски, Цочо. През 1929 година, в брошурата „Родоотстъпници“, Ванчо Михайлов публикува списък на сръбски и болшевишки агенти в България //   ExtremeCentrePoint.  Архивиран от оригинала на 2019-02-09. Посетен на 7 февруари 2019.
6. ↑  Енциклопедия „Пирински край“, том II.   Благоевград, Редакция „Енциклопедия“, 1999. ISBN 954-90006-2-1. с. 89.
7. ↑  Велико народно събрание. Стенографски дневници на Великото народно събрание открито на 7 ноември1946 г.  София, Издание на Великото народно събрание, Държавна печатница, 1947. с. 5.
8. ↑  Ангелов, Веселин. Македонският въпрос в Българо-югославските отношения (1944 - 1952). София, Университетско издателство „Св. Климент Охридски“, 2004. с. 106